# Ein toller Einfall
Ein toller Einfall ist eine musikalische Filmkomödie aus dem Jahr 1932. Die Regie führte Kurt Gerron, für das Drehbuch zeichneten Philipp Lothar Mayring und Fritz Zeckendorf verantwortlich. Der Film ist vorrangig auf Willy Fritsch in der Hauptrolle zugeschnitten, neben dem zahlreiche namhafte Darsteller wie Jakob Tiedtke, Max Adalbert,  Dorothea Wieck, Ellen Schwanneke oder Rosy Barsony gleichberechtigt in größeren Nebenrollen sowie Paul Hörbiger, Theo Lingen, Adele Sandrock oder Oskar Sima in Szenenauftritten zu sehen sind.

## Handlung
Der Film beginnt mit einer Traumsequenz des Kunsthändlers Michael Lüders, der mit seiner Limousine an dem mächtig wirkenden Münchener Finanzamt vorfährt und es gemeinsam mit weiteren Herren in feinem Zwirn betritt. Nach einer Weile verlassen die Männer sowie Lüders das Amt wieder, dies jedoch buchstäblich im letzten Hemd: in Unterwäsche. Die Limousinen sind verschwunden, alle fahren stattdessen auf Rollern davon. Als Lüders aus dem Traum erwacht, steht wirklich ein Finanzbeamter vor ihm, um zahlreiche Steuern einzutreiben, die Lüders allerdings nicht zahlen kann. Zwar bewohnt er das millionenschwere Schloss Birkenfels in den Schweizer Alpen, aber besitzt keine liquiden Mittel mehr. Selbst den Lohn seines Personals muss er in Sachwerten ausgeben, so dass zum Beispiel sein Diener Emil Wein anstatt Bargeld erhält und demzufolge ständig betrunken ist. Lüders beschließt daher nach England zu reisen, um sein Schloss an seinen reichen Freund Mr. Miller zu verkaufen.
Kurz vor seiner Abreise sucht ihn sein Neffe Paul auf, ein Kunstmaler, der ihm ein Bild verkaufen und ihn um Geld anpumpen möchte. Auch er hat keine Mittel mehr und musste deshalb seine Münchener Wohnung verlassen, aber hat zumindest den kleinen Auftrag, ein Werbeplakat für ein Wintersporthotel zu entwerfen. Er bittet seinen Onkel, während dessen Abwesenheit Schloss Birkenfels hüten zu dürfen, um dort in der Abgeschiedenheit der Berge seinen Auftrag ohne Ablenkung durch die Versuchungen der Großstadt fertigstellen zu können. Der Onkel willigt ein, reist ab, und Paul beginnt vor dem Motiv der umliegenden Berge das Plakat zu malen.
Als er das noch unfertige Plakat auf der Staffelei für einen Moment der Pause vor der Tür des Schlosses stehen lässt, passiert Herr Müller, Manager der berühmten Miller-Girls, das Haus und missversteht das Plakat als Werbung für ein vermeintliches Schlosshotel. Er mietet elf Zimmer für seine Tanzgruppe an, die ihm der mit Paul Lüders befreundete und ebenfalls im Schloss wohnende, mittellose Kunsthändler Birnstiel durch ein weiteres Missverständnis in der Kommunikation mit Paul Lüders auch zur Verfügung stellt. Als mit dem Kommissionsvorsitzenden Wendolin ein weiterer Gast eintrifft, haben sich Birnstiel und Paul Lüders bereits entschieden, das Schloss spontan, aber nunmehr offiziell als Hotel zu führen. Nach und nach treffen neue Gäste ein, durch die sich zahlreiche Verwechslungen ergeben. So verliebt sich der von allen weiblichen Gästen umschwärmte Paul Lüders in Evelyn Müller, die er durch die Namensähnlichkeit nicht für die Tochter des Managers, sondern für die das Schloss inspizierende Tochter des Engländers Miller hält, während sich die echte Miss Miller ebenfalls einquartiert hat. Aus München reist überraschend Pauls verflossene Freundin, die Tänzerin Anita, an, und während tagsüber Sport getrieben, gesungen und getanzt wird, tauschen die Gäste des Nachts aus den unterschiedlichsten Gründen ihre Zimmer und Betten, was wiederum zu neuen Missverständnissen führt. Als schließlich Pauls Onkel gemeinsam mit dem englischen Mr. Miller anreist, hat Letzterer zwar nicht genug Mittel, um das Schloss zu kaufen, aber dies ist angesichts der Tatsache, dass daraus jetzt ein florierendes Hotel geworden ist, was die Verliebten Paul und Evelyn als zukünftiges Ehepaar weiterführen wollen, auch nicht mehr nötig.

## Produktionsnotizen
Gedreht auf dem Höhepunkt der wirtschaftlichen Depression in der Endphase der Weimarer Republik, stellt der Film auch inhaltlich die Arbeits- und Mittellosigkeit seiner Hauptfiguren in den Vordergrund. Dies jedoch mit zeitgenössischem Humor und interpretierbar als Appell an das spätere Kinopublikum, aus einer schwierigen Situation das Beste zu machen. Zum Ausdruck gebracht wird dies unter anderem auch durch den eigens für den Film komponierten Schlager Heut bin ich gut aufgelegt mit dem Text »Heute ist mir alles gleich, ob ich arm bin oder reich, heut liegt meine Welt im Sonnenschein. Ich bild mir ein, es geht mir wunderbar und ist es auch nicht wahr, denn meine Sorgen haben Zeit bis morgen«.
Ein toller Einfall wurde im März und April 1932 hauptsächlich in St. Moritz gedreht. Die Eingangsszenen des Films spielen in München auf dem Max-Joseph-Platz, wobei das Nationaltheater als Kulisse für ein Finanzamt diente sowie auf dem Odeonsplatz. Die Innenaufnahmen entstanden in den Ufa-Ateliers von Neubabelsberg.
Der Film passierte am 12. Mai 1932 unter Jugendverbot die Zensur und wurde einen Tag später, am Freitag, den 13. Mai 1932 unmittelbar vor dem Pfingstwochenende im Berliner Ufa-Palast am Zoo uraufgeführt.

## Trivia
Für die Besetzung einer weiblichen Tanzgruppe engagierte man die Siegerinnen verschiedener deutscher Schönheitswettbewerbe, wobei die Mädchen nicht nur tanzen können, sondern auch das Schlittschuhlaufen beherrschen mussten.
Ellen Schwanneke war die Tochter des Schauspielers Viktor Schwanneke, der neben seiner Filmtätigkeit auch das Künstlerlokal Schwanneke in der Berliner Rankestraße führte.

## Musik
- Heut bin ich gut aufgelegt.

Komponiert von Walter Jurmann (Musik) und Fritz Rotter (Text), begleitet das Lied den Film in mehreren Versionen und stellt instrumental auch das musikalische Leitmotiv dar. Als Textversion wird es zunächst in der Eingangsszene von Leo Slezak, der dabei von zwei Akkordeonspielern begleitet wird sowie in der Folgeszene von Ellen Schwanneke unter Pianobegleitung gesungen. Als dritter Interpret übernimmt Willy Fritsch in einer Barszene des Films den Leadgesang, der das Stück später auch mit dem Ufa-Jazzorchester und den Melody Gents, deren Version zusätzlich als Begleitmusik im Film vertreten ist, auf Schallplatte aufgenommen hat (78/Parlophon B-48188-I).
- Ich suche eine, die mir allein gehört

Ebenfalls komponiert von Walter Jurmann und Fritz Rotter sowie gesungen von Willy Fritsch, stellt das Musikstück den zentralen Schlager des Films dar und wird in abgewandelter Instrumentalversion auch als Begleitmusik verwendet. Auf Schallplatte bildete es die B-Seite von Heut bin ich gut aufgelegt (78/Parlophon B-48188-II).

## Kritiken
Die Vossische Zeitung schrieb: „Ein bißchen Operette, ein wenig Parodie, ein bißchen Liebe und ein wenig Eifersucht, und ein Riesen-Aufgebot an Künstlern!“
Der Film-Kurier kam zu dem Urteil: „Kurt Gerron, der sich fabelhaft eingearbeitet hat, setzt die Kette seiner Regie-Erfolge fort. Seine Filme sprühen Leben, sie sind von einem Menschen gemacht, der die Welt mit wachen Sinnen sieht, dem das Filmen augenscheinlich höllischen Spaß macht, und der die wichtige Eigenschaft besitzt, dass das, was ihm gefällt, auch dem Publikum zusagt.“
Auch die Filmwoche lobte den Film und meinte: „Ein toller Einfall, – gezeigt als neuer Willy-Fritsch-Film im Ufa-Palast am Zoo, steigert die bereitwillige Heiterkeit des Publikums zu einem lauten und andauernden Schlußerfolg, der nicht aufhören will. Und alle haben diesen Applaus verdient: der Regisseur Gerron, der aus einer Anhäufung von Details noch eine zusammenhängende Milieustimmung zu machen verstand, wie auch die Darsteller, die ihr eigenes Gesicht behalten, obwohl das Hin und Her des improvisierten Milieus leicht zu einer Ausdruckseinheit hätte führen können.“
Das Lexikon des internationalen Films urteilte ähnlich: „Eine sympathische, anspruchslos unterhaltende musikalische Komödie um Liebeswirren und Verwechslungen, deren Hauptrolle dem damaligen Frauenliebling Willy Fritsch auf den Leib geschrieben war. Filmhistorisch bedeutsam als eine der vergleichsweise wenigen Regie-Arbeiten Kurt Gerrons, der ein Multi-Talent mit außergewöhnlichen Entertainer-Qualitäten war, bis er 1933 aus Deutschland vertrieben wurde.“